# Cortona (vino)
Il Cortona è una DOC riservata ad alcuni vini la cui produzione è consentita nelle provincia di Arezzo.

## Zona di produzione
La zona di produzione comprende parte del territorio amministrativo del comune di Cortona in provincia di Arezzo.

## Tecniche di produzione
I vini "Cortona DOC" sono monovarietali prodotti da uve vinificate in purezza, o in uvaggio che ne preveda la presenza per almeno l'85% con aggiunta di uve provenienti da vitigni autorizzati.
Le forme di allevamento consentite sono l'alberello, il guyot, il cordone speronato, il capovolto ed in genere le forme di allevamento già usate nella zona, con esclusione delle forme di allevamento espanse. È vietata ogni pratica di forzatura. E' consentita l'irrigazione di soccorso.
L'immissione al consumo della tipologia "Cortona Vin Santo DOC" può avvenire solo dopo un periodo di invecchiamento obbligatorio di almeno tre anni, di cui almeno tre mesi di affinamento in bottiglia, a partire dalla data del 15 dicembre dell'anno di produzione delle uve. L'immissione al consumo della tipologia "Cortona Vin Santo Riserva DOC" può avvenire solo dopo un periodo di invecchiamento obbligatorio di almeno cinque anni di cui almeno sei mesi di affinamento in bottiglia a decorrere dalla data del 15 dicembre dell'anno di produzione delle uve. L'immissione al consumo della tipologia "Cortona Vin Santo Occhio di Pernice DOC" può avvenire solo dopo un periodo di invecchiamento obbligatorio di almeno otto anni di cui almeno sei mesi di affinamento in bottiglia a decorrere dalla data del 28 febbraio successivo a quello di produzione delle uve.

## Tipologie

### Cortona Syrah
|                                | Syrah | Syrah Riserva |
| uvaggio                        | Syrah min 85%; possono concorrere alla produzione le uve, a bacca di colore analogo, non aromatiche, idonei alla coltivazione nella Regione Toscana, max 15%. |               |
| titolo alcolometrico minimo    | 12,00 % vol. | 12,50 % vol.  |
| acidità totale minima          | 4,5 g/l. |               |
| estratto secco minimo          | 25,00 g/l | 28,00 g/l     |
| resa massima di uva per ettaro | 90 q. |               |
| resa massima di uva in vino    | 70 % |               |

#### Caratteri organolettici
- Aspetto: da rosso rubino a granato;
- Olfatto: caratteristico ed elegante;
- Gusto: secco e armonico.

#### Abbinamenti consigliati
Il DOC Cortona Syrah si abbina bene con primi e secondi piatti a base di carne rossa, arrosti, grigliate, funghi, salumi e formaggi stagionati.